# Kiss on My List
Kiss on My List ist ein Lied von Hall & Oates aus dem Jahr 1981, das von Daryl Hall und Janna Allen geschrieben wurde. Es erschien auf dem Album Voices und wurde von Daryl Hall sowie John Oates produziert.

## Geschichte
Kiss on My List war ursprünglich für Janna Allen gedacht, die Schwester von Halls langjähriger Freundin Sara Allen, da Janna Interesse an einer Karriere als Sängerin hatte. Hall nahm dazu ein Demo auf, das später ein Manager der Band im Studio fand. Dieser hörte sich das Demo an und bestand, wie danach das Produktionsteam des Album Voices darauf, dass Hall & Oates den Song veröffentlichen. Als Drumcomputer nutzte man eine Roland CR-78, die man auch in In the Air Tonight von Phil Collins hören konnte. Die Veröffentlichung war am 24. Juli 1980.
Hall bezeichnet den Song als ein „Anti-Liebeslied“, da der Titel im ironischen und sarkastischen Kontext steht.

## Musikvideo
Das Musikvideo zum Lied war eines der ersten Clips, die am ersten Sendetag von MTV ausgestrahlt wurden. Als Musikvideo nutzte man einen Liveauftritt der Band.

## Coverversionen
- 1981: Sacha Distel (Tu es sur ma liste)
- 1999: Rick Springfield
- 2003: Daniel Lopes
- 2010: The Bird & The Bee
- 2015: Davide Esposito (Ti bacerò)